# Крекінг-установка в Техас-Сіті
Крекінг-установка в Техас-Сіті – колишнє підприємство нафтохімічної промисловості, котре знаходилось у місті Техас-Сіті за три десятки кілометрів на південний схід від Х’юстону, на узбережжі затоки Галверстон.
‎Хімічне виробництво на площадці в Техас-Сіті здійснювалось компанією Union Carbide з 1941 року. В 1969-му тут спорудили установку парового крекінгу (піролізу) потужністю по етилену в 680 тисяч тонн на рік. Вона розраховувалась на використання сировинної суміші у складі 60% пропану, 10% бутана та 30% газового бензину (naphta). Роботу установки забезпечувала трубопровідна система Union Carbide Gulf Coast LPG Pipeline, котра забезпечувала поставки зріджених вуглеводневих газів та зв'язок із підземним сховищем.
У 2001-му відбулось злиття Union Carbide з корпорацією Dow Chemical. За цим об’єднана компанія вирішила закрити свої найбільш застарілі виробництва етилену в Сідрифті та Техас-Сіті. Первісно розраховували зробити це після спорудження у Сідрифті нового виробництва річною потужністю 900 тисяч тонн, проте в підсумку ці плани не реалізувались. Установку в Техас-Сіті зупинили у червні 2003 року.